# Canora (Saskatchewan)
Pour les articles homonymes, voir Canora.
Ne pas confondre avec Kenora. Cette article est a propos d'une ville au Saskatchewan 
Canora est une ville située à la jonction des autoroutes 5 et 9 dans le centre-est de la Saskatchewan, à environ 50 km au nord de Yorkton. Elle est située au centre de quatre municipalités rurales adjacentes, dont la municipalité rurale de Good Lake. La communauté compte environ 2 000 habitants et fait partie de la circonscription électorale de Canora-Pelly. La communauté a été fondée le long des voies ferrées du Canadian Nothern Railway - l'une des compagnie qui a évolué pour devenir la Compagnie Canadien National (CN), et deux lignes de fret du CN (une ligne secondaire est-ouest vers Saskatoon et une ligne vers le nord) traversent toujours Canora. La gare de Canora, située au centre-ville sur la ligne est-ouest du CN avant l'aiguillage vers la ligne en direction du nord, est desservie par Via Rail dans le cadre de son service de transport de passagers entre Winnipeg et Churchill, au Manitoba. En 2016, 53 % des habitants de la ville étaient originaires d'Ukraine ou d'origine ukrainienne, la langue étant encore largement parlée dans la communauté.
Canora est devenu un village en 1905 et a été constitué en ville en 1910.

## Histoire
La région de Canora a été colonisée pour la première fois par des Européens à la fin du XIXe siècle, par des Doukhobors, des Roumains et des Ukrainiens. Les premiers éleveurs sont arrivés dans la région en 1884. Deux ans plus tard, en 1886, les terres ont été officiellement arpentées par le gouvernement fédéral. La première colonie ukrainienne en bloc en Saskatchewan a été établie en 1897 lorsque 150 familles sont arrivées dans le district de Canora en provenance de l'Ukraine occidentale. En 1904, le Canadian Nothern Railway a posé des voies ferrées dans la région et, en avril de la même année, un bureau de poste a été ouvert, un district scolaire a été créé et le site de la ville a été arpenté. Un an plus tard, en 1905, Canora est constituée en hameau sur le site de la gare, qui sert aujourd'hui de musée et de centre d'information touristique. En 1908, Canora devient un village. Le nom Canora est dérivé des deux premières lettres des mots « Canadian Northern Railway ». En 1910, avec une population croissante d'environ 400 personnes, Canora a officiellement obtenu le statut de ville. En 1912, la première chambre de commerce de Canora est créée. Au cours des décennies suivantes, la communauté a connu une croissance rapide, les niveaux de population restant stables même pendant la Grande Dépression. La population de Canora a atteint son maximum en 1966, avec environ 2 734 habitants.

## Démographie
Lors du Recensement de la population de 2021 mené par Statistique Canada, Canora comptait une population de 2 092 habitants vivant dans 981 de ses 1 123 logements privés, soit une variation de 3,4 % par rapport à sa population de 2 024 habitants en 2016. Avec une superficie de 7,35 km2 (2,84 mi²), elle avait une densité de population de 284,6/km2 (737,2/mi²) en 2021.